# Лолита (филм из 1962)
Лолита је црна комедија-драма филм из 1962. године коју је режирао Стенли Кјубрик на основу романа истог наслова Владимира Набокова, о човеку средњих година, који постаје опседнут тинејџерком. У филму глуме Џејмс Мејсон као Хамберт Хамберт, Су Лајон као Долорес Хејз (Лолита), а Шели Винтерс као Шарлота Хејз, са Питер Селерс као Клер Квилти.